# Tiếng Séc
Tiếng Séc (čeština) là một trong những ngôn ngữ thuộc nhánh phía Tây của các ngôn ngữ Slav - cùng với tiếng Slovak, Ba Lan, Pomeran (đã bị mai một) và Serb Lugic. Tiếng Séc được nói bởi hầu hết người Séc sống tại Cộng hòa Séc và trên toàn thế giới (tất cả trên khoảng 12 triệu người). Tiếng Séc rất gần gũi với tiếng Slovak và, với một mức độ thấp hơn, với tiếng Ba Lan. Phần lớn những người Séc và Slovak có thể hiểu được nhau không mấy khó khăn bởi hai nước đã sống cùng nhau như Tiệp Khắc từ năm 1918 cho đến Cách mạng Nhung.

## Ngữ pháp
Tiếng Séc có 7 cách và 3 thời (thời hiện tại, quá khứ và tương lai). Có số ít và số nhiều (ví dụ: zub/zuby, město/města).
Danh từ (podstatné jméno), tính từ (přídavné jméno), đại từ (zájmeno) và số (číslovka) được chia theo 7 cách (xem dưới: 7 cách).
Động từ được chia theo ngôi:
- số ít: já, ty, on, ona, ono (tôi, bạn, anh ấy, chị ấy, nó)
- số nhiều: my, vy, oni, ony, ona (chúng tôi, các bạn, chúng)

Phó từ (příslovce), giới từ (předložka), liên từ (spojka), tiểu từ (částice) và thán từ (citoslovce) không đổi đuôi.

### 7 cách
| 1. | Kdo ? Co?             | nominativ    |
| 2. | (bez) Koho ? Čeho?    | genitiv      |
| 3. | (ke) Komu ? (k) Čemu? | dativ        |
| 4. | (vidím) Koho ? Co?    | akuzativ     |
| 5. | (oslovujeme, voláme)  | vokativ      |
| 6. | O kom ? O čem?        | lokál        |
| 7. | S kým ? S čím?        | instrumentál |

## Chữ
Tiếng Séc dùng ký tự Latinh cộng với các chữ có dấu sau:
| Á | Č | Ď | É | Ě | Í | Ň | Ó | Ř | Š | Ť | Ú | Ů | Ý | Ž |
| á | č | ď | é | ě | í | ň | ó | ř | š | ť | ú | ů | ý | ž |

Tiếng Séc cũng có một chữ ghép: ch.
Chữ ě và ů không bao giờ nằm ở đầu từ, vì chữ ě làm mềm (iotation) chữ cái đứng trước nó và chữ ů dùng để kéo dài chữ u khi đọc (đọc là [u:]). Nếu viết đầu từ, chữ ů được viết như ú (Những ngoại lệ - chữ ú cũng có thể nằm giữa từ: ví dụ - neúplný, zúčastnit se, vv. Trong những trường hợp này chữ ú thường nằm sau tiền tố - úplný x neúplný, účastnit se x zúčastnit se, vv.)
| A a | Á á      | B b          | C c  | Č č        | D d    | Ď ď     | E e            | É é      | Ě ě        | F f |
| --- | -------- | ------------ | ---- | ---------- | ------ | ------- | -------------- | -------- | ---------- | --- |
| á   | dlouhé á | bé           | cé   | čé         | dé     | ďé      | é              | dlouhé é | é s háčkem | ef  |
| [a] | [a:]     | [b]          | [ʦ]  | [ʧ]        | [d]    | [ɟ]     | [ɛ]            | [ɛ:]     | [e, je]    | [f] |
| G g | H h      | Ch ch        | I i  | Í í        | J j    | K k     | L l            | M m      | N n        | Ň ň |
| gé  | há       | chá          | í    | dlouhé í   | jé     | ká      | el             | em       | en         | eň  |
| [g] | [ɦ]      | [x]          | [i]  | [i:]       | [j]    | [k]     | [l]            | [m]      | [n]        | [ɲ] |
| O o | Ó ó      | P p          | Q q  | R r        | Ř ř    | S s     | Š š            | T t      | Ť ť        |     |
| ó   | dlouhé ó | pé           | qé   | er         | eř     | es      | eš             | té       | ťé         |     |
| [o] | [o:]     | [p]          | [kv] | [r]        | [ɼ, r̝] | [s]     | [ʃ]            | [t]      | [c]        |     |
| U u | Ú ú      | Ů ů          | V v  | W w        | X x    | Y y     | Ý ý            | Z z      | Ž ž        |     |
| ú   | dlouhé ú | ů s kroužkem | vé   | dvojité vé | iks    | ypsilon | dlouhé ypsilon | zet      | žet        |     |
| [u] | [u:]     | [u:]         | [v]  | [v]        | [ks]   | [i]     | [i:]           | [z]      | [ʒ]        |     |

## Người Việt Nam nổi tiếng giỏi tiếng Séc
- Nguyễn Xuân Chuẩn (1942-2007), Tiến sĩ, nguyên Thứ trưởng Bộ Công nghiệp, đồng tác giả của Từ điển Việt - Tiệp [cần dẫn nguồn].

### Từ điển
- Từ điển online
- Từ điển nhiều thứ tiếng
- Từ điển Tiệp-Anh

### Khác
- WordReference - a moderated forum of Slavic languages
- Trang Omniglot dành cho tiếng Séc: Bao gồm Cách phát âm và lịch sử
- Tiếng Séc
- LocalLingo.com: Cách phát âm tiếng Séc
- Tiếng Séc dành cho ngôn ngữ học Lưu trữ ngày 5 tháng 4 năm 2004 tại Wayback Machine
- Diacritics Project – All you need to design a font with correct accents Lưu trữ ngày 23 tháng 10 năm 2018 tại Wayback Machine
- Tiếng Séc trên BBC
- Viết nguyên bản bằng tiếng Séc